# Charlé
Charlé, ook Charlé de Tyberchamps en Charlé de Waspick, was een Zuid-Nederlandse adellijke familie.

## Geschiedenis
Onder het ancien régime werd adelstand verleend aan twee families Charlé, van wie de verwantschap waarschijnlijk is, maar niet met stelligheid is vastgesteld.
- In 1728 verleende Karel VI erfelijke adel aan Nicolas Charlez, burgemeester van Aat.
- In 1770 verleende keizerin Maria Theresia erkenning in de erfelijke adel aan François-Joseph Charlé.
- In 1739 verleende keizer Karel VI erfelijke adel aan Philippe Charlé, advocaat, de jongste broer van de hierna vermelde Ignace-François Charlé.

## Eerste Genealogie
- Ignace François Charlé (1709-1786), heer van Tyberchamps, x Jeanne de Behault (1708-1794).
  - Henri Xavier Charlé de Tyberchamps (1744-1799), x Marie-Thérèse de Rave (1748-1786). Hij was advocaat in Henegouwen.
    - Ignace Charlé de Tyberchamps (zie hierna).

  - Ignace-Aubert Charlé (1747-1806), x Cicercule-Adrienne de Biseau (1759-1835). Hij was kapitein in het huzarenregiment van Esterhazy, in dienst van Frankrijk.
    - Auguste Charlé (zie hierna).
    - Félix Charlé (zie hierna).
    - Maurice Charlé (zie hierna).

## Tweede Genealogie
- Jean-François Charlé, x Marie-Elisabeth de Rode.
  - Alexandre Charlé (zie hierna).

## Ignace Charlé de Tyberchamps
Ignace François Joseph Charlé de Tyberchamps (Bergen, 23 mei 1785 - Seneffe, 9 juli 1868). Hij was advocaat en vervolgens substituut van de procureur en werd lid van talrijke archeologische en historische verenigingen. In 1822 verkreeg hij erkenning van erfelijke adel in het Verenigd Koninkrijk der Nederlanden. Hij bleef vrijgezel.

## Auguste Charlé
Auguste Adrien Joseph Ghislain Charlé (Nijvel, 22 april 1790 - Seneffe, 10 december 1861). Hij trouwde in 1833 met Françoise de Becquevort (1799-1844). In 1848 verkreeg hij erkenning in de erfelijke adel. Deze tak is in 1959 uitgedoofd, wat meteen het einde betekende van de hele familie Charlé.

## Félix Charlé
Felix Bernard Joachim Joseph Ghislain Charlé (Nijvel, 6 april 1791 - Seneffe, 24 maart 1865) werd in 1848 in de erfelijke adel erkend. Hij bleef vrijgezel.

## Maurice Charlé
Maurice François Bernard Joseph Ghislain Charlé (Nijvel, 2 augustus 1793 - Seneffe, 3 juni 1859) werd in 1848 in de erfelijke adel erkend. Hij bleef vrijgezel.

## Alexandre Charlé
Alexandre Théodore Joseph Charlé de Waspick (Antwerpen, 9 mei 1775 - Eppegem, 26 juli 1849) was een zoon van Jean-François Charlé en Marie-Elisabeth de Rode. In 1823 werd hij erkend in de erfelijke adel en in 1830 werd hem de titel baron toegekend, overdraagbaar bij eerstgeboorte. Hij trouwde in 1802 met Jeanne Wellens (1774-1805) en in 1816 met Marie-Reine van Reynegom (1774-1838). Beide huwelijken bleven kinderloos en deze familie doofde uit in 1849. 